# Cyprus Broadcasting Corporation
Cyprus Broadcasting Corporation (in greco Ραδιοφωνικό Ίδρυμα Κύπρου?, Radiofōniko Idryma Kyprou; in turco Kıbrıs Radyo Yayın Kurumu) o CyBC (ΡΙΚ, KRYK) è un'azienda cipriota pubblica attiva nell'ambito dei media, che trasmette su tutta l'isola attraverso quattro stazioni radio (RIK Proto, RIK Defthero, RIK Triton, RIK Classic) e due reti televisive (RIK 1, RIK 2, RIK HD, RIK Sat)

## Storia
L'azienda è stata fondata nel 1953 e sino al 1959 si chiamava Cyprus Broadcasting Service.
CyBC è in parte finanziata dalle tasse aggiunte alla bolletta dell'elettricità.